# Luis Carvajal Basto
Luis Carvajal Basto (Bogotá, Colombia, 27 de abril de 1957) es economista y magíster en ciencia política con
posgrados en Alta Dirección del Estado y Desarrollo Alternativo. Tiene experiencia en los sectores público y privado. Ha sido Ministro de Educación Nacional y Viceministro. Presidente de las Juntas Directivas del ICFES y COLCULTURA, teniendo bajo su responsabilidad el diseño y aprobación de la Ley que dio origen al actual MInisterio de Cultura.
Ha sido miembro del Gabinete Distrital de Bogotá y como Director del Programa Ciudad Bolívar culminó con éxito un programa que con recursos
del distrito y el BID construyó viviendas, hospitales, colegios y vías para atender la población de seis localidades de Bogotá, con una población de 2 y medio millones de Habitantes, fundamentalmente, de bajos ingresos.
Se ha desempeñado en el sector privado como Gerente de la Asociación Nacional de Medios de Comunicación, ASOMEDIOS, organización que
agrupa los medios Televisivos, Radiales y las Revistas de Colombia. Ha sido Asesor del Alcalde Mayor de Bogotá y del Ministerio de Comunicaciones.
En el campo académico, ha sido Profesor de las Universidades Javeriana, Gran Colombia y Jorge Tadeo Lozano en la que fundó y dirigió el posgrado de Gerencia en Gobierno y Gestión Pública. También ha sido Profesor invitado de las Universidades Autónoma de Madrid y Politécnica de Valencia. Se ha desempeñado como consultor Nacional e Internacional en las áreas de Educación, Telecomunicaciones y Gobierno.
Desde hace varios años es columnista de El Espectador y ocasional de El País de España, El Siglo y La República, así como analista de diferentes medios y cadenas de Radio. Actualmente es profesor asociado del Inauco, organismo adscrito a la Universidad Politécnica de Valencia y Presidente de la Fundación Por Un Nuevo País.